# 大棘鈎鯰
大棘鈎鯰，為輻鰭魚綱鯰形目甲鯰科的其中一種，為熱帶淡水魚，分布於中美洲巴拿馬東部淡水流域，體長可達17.6公分，棲息在底層水域，生活習性不明。

## 扩展阅读
維基物種上的相關：大棘鈎鯰